# Willy Groen
Willy Groen (Hasslinghausen, 12 maart 1917 – Brunssum, 21 augustus 1987) was een Nederlands voetballer die het grootste deel van zijn carrière speelde voor SV Limburgia. Hij was aanvoerder van het Limburgia-elftal dat in 1950 landskampioen werd.

## Loopbaan

### Beginjaren
Hij werd geboren in Duitsland en groeide op in Nederland in het toenmalige dorp Rumpen, dat later als wijk bij Brunssum werd gevoegd. Hij begon op zijn dertiende met voetbal bij VV Brunssum. Deze club kwam uit in de Limburgsche Voetbalbond en bestond een korte periode van zeven jaar. 
In 1935 werd hij lid van derdeklasser SV Hoensbroek en kwam als achttienjarige in het eerste elftal. Hij liep in februari 1936 een schorsing van vier wedstrijden op omdat hij zich handtastelijk zou hebben gedragen ten opzichte van een tegenstander.

### Militaire dienst
Hij moest op zijn twintigste de militaire diensplicht vervullen. Hij werd ingedeeld bij het regiment veldartillerie in de Van Essenkazerne in Ede. Hij vroeg in augustus 1937 overschrijving aan van SV Hoensbroek naar VV Ede.
Hij speelde drie seizoenen voor Ede dat uitkwam in de Derde klasse. Na zijn diensttijd keerde hij terug naar zijn ouderlijk huis in Rumpen. Hij ging in augustus 1940 voetballen voor Limburgia dat in de Eerste klasse uitkwam. 
Hij kreeg bij zijn nieuwe club direct een basisplaats als rechtermiddenvelder. Limburgia kende een lastig seizoen en verloor negen van de eerste tien wedstrijden. Na de jaarwisseling verbeterden de prestaties, maar de club raakte de rode lantaarn niet kwijt. In de nacompetitie voor handhaving was Limburgia op de goede weg en won zes van de acht duels. Uiteindelijk kwam de club een punt tekort op winnaar Picus dat de plek van Limburgia in de Eerste klasse overnam.

### Elftal in opbouw
Groen was in 1940 de derde speler die zich aandiende van het kampioenselftal van 1950. De broers Hens en Nelis van Lubeck waren de eersten. Zij maakten in de jaren dertig al hun opwachting in de hoofdmacht. Groen kwam gelijktijdig met keeper Sjra Jacobs die aanvankelijk reserve was achter eerste doelman J. Meurders. Na de degradatie in 1941 verbleef Limburgia drie seizoenen in de Tweede klasse. Na de tweede plaats in 1942 en de derde plek 1943, pakte de Brunssumse club in 1944 het kampioenschap. 
In de nacompetitie voor promotie rekende Limburgia af met VV Goes, TSC, Sittardse Boys en VVV. Op pinksterzaterdag 27 mei 1944 stelde Limburgia promotie veilig door de 5-0 zege op Goes met Frans de Munck in het doel. De terugkeer in de Eerste klasse liet een jaar op zich wachten want in het laatste oorlogsjaar 1944/45 lag de competitie stil.

### Rentree Eerste klasse
Bij de start van het eerste naoorlogse seizoen op 4 november 1945 was de basis van het elftal in grote lijnen al het kampioensteam van vier competities later. Met Sjra Jacobs in het doel, de backs Jan van Huizen en Piet Bruist, stopperspil Hens van Lubeck, de middenvelders Willy Groen en Jeu Theunissen en de aanvallers Frits de Graaf, Nelis van Lubeck, Frits Cox, Harrie van der Borg en nieuweling Toon Visser die overkwam van Tubantia. 
Limburgia greep het kampioenschap met een punt voorsprong op MVV. Groen speelde dit seizoen alle wedstrijden mee, ook de tien duels in de strijd om het landskampioenschap tegen Ajax, Haarlem, Heerenveen, NAC en NEC. In deze titelstrijd kon Limburgia niet meedoen om de ereplaatsen en eindigde als zesde. 
Na de vierde en de zesde plaats in 1947 en 1948 was Limburgia in het seizoen 1948/49 dicht bij het kampioenschap. Op de slotdag werd door de 1-2 thuisnederlaag tegen VVV de titel verspeeld aan regerend landskampioen BVV.

### Kampioensjaar
Voor het seizoen 1949/50 stopte routinier Jeu Theunissen. Ook Van der Borg en Visser, die in 1947 terugging naar Tubantia, waren uit het elftal verdwenen. Hun plaatsen werden ingenomen door Leo Cox, Mathieu Spanjer en Hub Welzen. Met Groen als aanvoerder begon de competitie met twee nederlagen. In de derde wedstrijd viel Frits de Graaf met een zware knieblessure uit. Ondanks die tegenslagen zette Limburgia een goede reeks in en achterhaalde in november koploper PSV. Limburgia won twee keer van PSV maar op de eindstreep stonden beide clubs gelijk. De beslissingswedstrijd werd gespeeld in stadion De Kraal in Venlo op zondag 26 maart 1950. Voor de derde keer trok Limburgia aan het langste eind en ook ditmaal was de uitslag 2-1.

### Landstitel
In de strijd om de landstitel waren Ajax, Blauw Wit, Enschedese Boys, Heerenveen en Maurits de tegenstanders. Limburgia legde de basis voor de landstitel in de vijf thuiswedstrijden. Op het sportterrein aan de Venweg was de Brunssumse club onverslaanbaar. Na de 4-3 derbywinst op Maurits volgden grote overwinningen op Enschedese Boys (4-1) en Heerenveen (7-0). Daar tussendoor werd Ajax met 3-2 geklopt. Het laatste thuisduel op 4 juni 1950 tegen de grootste concurrent Blauw Wit eindigde in een 6-2 zege. Na het 5-3 uitverlies bij Heerenveen haalde Limburgia op de slotdag op 24 juni het landskampioenschap binnen door de 0-6 winst op Ajax. Willy Groen nam als aanvoerder de lauwerkrans in ontvangst.

### Afscheid
Hij nam medio 1952 afscheid, samen met nog drie spelers {Jan van Huizen, Nelis van Lubeck en Hub Welzen) uit de kampioensploeg van twee jaar eerder. Op de jaarvergadering in augustus 1952 werd hij benoemd tot lid van verdienste en verkozen tot bestuurslid.
Na anderhalf jaar afwezigheid maakte hij samen met Nelis van Lubeck zijn rentree in oktober 1953. Het verjongde elftal verkeerde in de onderste regionen en had een impuls en routine nodig. Limburgia eindigde vlak boven de degradatiestreep waarna Groen in 1954 op 37-jarige leeftijd definitief stopte.

### Speler-trainer
In 1955 trok hij toch weer zijn voetbalschoenen aan als speler-trainer bij tweedeklasser Schuttersveld. Daarna vervulde hij deze dubbelfunctie bij vierdeklasser RKFCH. In zijn eerste seizoen 1959/60 werd RKFCH kampioen en promoveerde. Hij stopte in 1962 op 45-jarige leeftijd als actief voetballer en clubtrainer.
Van 1964 tot 1971 was hij jeugdtrainer bij Limburgia en hij had ook de lagere seniorenteams onder zijn hoede. Hij richtte in 1965 de veteranenafdeling op bij Limburgia.
Hij was van beroep ondergronds schachthouwer bij Staatsmijn Hendrik. Hij overleed op 70-jarige leeftijd in 1987 en werd begraven op het kerkhof aan de Merkelbeekerstraat in Brunssum.

## Clubstatistieken
| Seizoen | Club            | Land            | Competitie              | Competitie      | Competitie      | Beker           | Beker           | Internationaal  | Internationaal  | Overig          | Overig          | Totaal          | Totaal          |
| Seizoen | Club            | Land            | Competitie              | Wed.            | Dlp.            | Wed.            | Dlp.            | Wed.            | Dlp.            | Wed.            | Dlp.            | Wed.            | Dlp.            |
| ------- | --------------- | --------------- | ----------------------- | --------------- | --------------- | --------------- | --------------- | --------------- | --------------- | --------------- | --------------- | --------------- | --------------- |
| 1935/36 | Hoensbroek      | Nederland       | Derde klasse H Zuid     | ?               | ?               | –               | 0               | 0               | 0               | 0               | 0               | ?               | ?               |
| 1936/37 | Hoensbroek      | Nederland       | Derde klasse G Zuid     | ?               | ?               | –               | 0               | 0               | 0               | 0               | 0               | ?               | ?               |
| 1937/38 | Ede             | Nederland       | Derde klasse C Oost     | ?               | ?               | –               | 0               | 0               | 0               | 0               | 0               | ?               | ?               |
| 1938/39 | Ede             | Nederland       | Derde klasse C Oost     | ?               | ?               | –               | 0               | 0               | 0               | 0               | 0               | ?               | ?               |
| 1939/40 | Ede             | Nederland       | Derde klasse Oost       | ?               | ?               | –               | 0               | 0               | 0               | 0               | 0               | ?               | ?               |
| 1940/41 | Limburgia       | Nederland       | Eerste klasse Zuid      | 21              | 0               | –               | 0               | 0               | 0               | 8               | 0               | 29              | 0               |
| 1941/42 | Limburgia       | Nederland       | Tweede klasse A Zuid II | ?               | ?               | –               | 0               | 0               | 0               | 0               | 0               | ?               | ?               |
| 1942/43 | Limburgia       | Nederland       | Tweede klasse A Zuid II | ?               | ?               | –               | 0               | 0               | 0               | 0               | 0               | ?               | ?               |
| 1943/44 | Limburgia       | Nederland       | Tweede klasse A Zuid II | ?               | ?               | –               | 0               | 0               | 0               | 0               | 0               | ?               | ?               |
| 1944/45 | Geen competitie | Geen competitie | Geen competitie         | Geen competitie | Geen competitie | Geen competitie | Geen competitie | Geen competitie | Geen competitie | Geen competitie | Geen competitie | Geen competitie | Geen competitie |
| 1945/46 | Limburgia       | Nederland       | Eerste klasse Zuid II   | 20              | 1               | –               | 0               | 0               | 0               | 10              | 0               | 30              | 1               |
| 1946/47 | Limburgia       | Nederland       | Eerste klasse Zuid II   | 20              | 2               | –               | 0               | 0               | 0               | 0               | 0               | 20              | 2               |
| 1947/48 | Limburgia       | Nederland       | Eerste klasse Zuid I    | 20              | 0               | –               | 0               | 0               | 0               | 0               | 0               | 20              | 0               |
| 1948/49 | Limburgia       | Nederland       | Eerste klasse Zuid I    | 20              | 1               | –               | 0               | 0               | 0               | 0               | 0               | 20              | 1               |
| 1949/50 | Limburgia       | Nederland       | Eerste klasse Zuid I    | 18              | 0               | –               | 0               | 0               | 0               | 11              | 0               | 29              | 0               |
| 1950/51 | Limburgia       | Nederland       | Eerste klasse E         | 20              | 1               | –               | 0               | 0               | 0               | 0               | 0               | 20              | 1               |
| 1951/52 | Limburgia       | Nederland       | Eerste klasse D         | 12              | 1               | –               | 0               | 0               | 0               | 0               | 0               | 12              | 1               |
| 1952/53 | Limburgia       | Nederland       | Eerste klasse D         | 0               | 0               | –               | 0               | 0               | 0               | 0               | 0               | 0               | 0               |
| 1953/54 | Limburgia       | Nederland       | Eerste klasse D         | 17              | 0               | –               | 0               | 0               | 0               | 0               | 0               | 17              | 0               |
| Totaal  | Totaal          | Totaal          | Totaal                  | 168             | 6               | 0               | 0               | 0               | 0               | 29              | 0               | 197             | 6               |